# Vilaiete de Carabaque
O vilaiete de Carabaque (Velāyat-e Qarabagh) foi um vilaiete (província) do Império Safávida, centrado na região geográfica de Carabaque.

## História
À época do Império Safávida, toda região de Arrã estava dividida em três regiões: Xirvão, Carabaque (ou Ganja) e Chucursaade (ou Erevã). As províncias eram chefiados por governadores-gerais do xá, que era chamados beilerbeis, ou em outros tempos hácemes. O principal centro urbano do Carabaque era a cidade de Ganja. O primeiro governador safávida foi Piri Begue Cajar, nomeado em 1501. Em 1554, Xaverdi-Sultão, do clã Ziadoglu da tribo cajar, foi nomeado por Tamaspe I (r. 1524–1576).